# Dave Stevens
Pour les articles homonymes, voir Stevens.
Dave Stevens (né le 29 juillet 1955 à Lynwood et mort le 11 mars 2008 à Turlock) est un illustrateur et auteur de bande dessinée américain. Auteur méticuleux et peu prolifique, il connaît le succès avec sa série Rocketeer, publiée de 1982 à 1995 en huit épisodes. Du milieu des années 1980 à sa mort, il vit principalement de l'illustration.

## Biographie
Le studio Walt Disney Pictures a réalisé Les Aventures de Rocketeer en 1991 d'après son personnage. Il a été marié avec l'actrice américaine Brinke Stevens (1980-1981).
Il meurt le 10 mars 2008 d'une tricholeucémie à 52 ans.
Début 2019, le jury des prix Eisner annonce son inscription au temple de la renommée Will Eisner à titre posthume lors de la cérémonie de remise des prix prévue le 19 juillet 2019 au Comic-Con de San Diego.

## Œuvres

### Comic books
- Quack #1, Star*Reach, 1976.
- Star Wars #6, Marvel, 1977.
- What If? #11 et 16, Marvel, 1978-1979.
- Starslayer #2-3 (Rocketeer), Pacific Comics, 1982.
- Pacific Presents #1-2 (Rocketeer), Pacific Comics, 1982-1983.
- Alien Worlds #2 et 4, Pacific Comics, 1983.
- The Rocketeer Special Edition #1, Eclipse Comics, 1984.
- The Rocketeer Adventure Magazine #1-2, Comico, 1988-1989. Numéro 3, Dark Horse Comics, 1995.
- Bettie Page Comics #1, Dark Horse, 1996.

### Albums
- The Rocketeer. An Album, Guerneville : Eclipse Books, 1985. Réédition Grafton 1991.
- The Rocketeer : Cliff's New York Adventure, Milwaukie : Dark Horse Comics, 1996.
- The Rocketeer. The Complete Adventures, San Diego : IDW, 2009.

### Illustrations
- The Betty Page 3-D Picture Book, Los Angeles : The 3-D Zone, 1989.
- Just teasing, Kansas City : Ursus Imprints, 1991.
- Vamps and Vixens. The Seductive Art of Dave Stevens (intr. Jim Silke), Los Angeles : Verotik, 1998.
- Selected Sketches and Studies, quatre vol., Los Angeles : Bulldog Studios, 2003.
- Dave Stevens : the complete sketchbook collection (intr. Scott Dunbier), San Diego : IDW, 2011.

## Traductions françaises
- Rocketeer, Paris : Albin Michel, coll. « Spécial U.S.A. », 1985.
- Rocketeer, t. 2, Grenoble : Glénat, coll. « Glénat Comics », 1996.
- Le Trésor des pirates, Jim Gasperini, Le livre qui fera de vous le voyageur du temps(n 4), Carrere,  (ISBN 9782868042507)[2].

## Prix et récompenses
- 1982 : Prix Russ Manning
- 1986 : Prix Jack Kirby du meilleur album et du meilleur dessinateur pour The Rocketeer
- 2019 : Inscrit au temple de la renommée Will Eisner, pour l'ensemble de son œuvre (à titre posthume)